# Hedgpethia caudata
Hedgpethia caudata är en havsspindelart som beskrevs av Turpaeva, E.P. 1993. Hedgpethia caudata ingår i släktet Hedgpethia och familjen Colossendeidae. Inga underarter finns listade i Catalogue of Life.